# Unexpected (album Michelle Williams)
Unexpected è il terzo album in studio da solista della cantante statunitense Michelle Williams (ex Destiny's Child), pubblicato nel 2008.

## Tracce
1. Unexpected (Intro) – 0:44
2. Hello Heartbreak – 4:07
3. We Break The Dawn – 3:54
4. Lucky Girl Interlude/Lucky Girl – 3:51
5. The Greatest – 3:31
6. Till the End of the World – 3:10
7. Private Party – 3:35
8. Hungover – 3:31
9. We Break the Dawn (Part 2) (feat. Flo Rida) – 4:21
10. Stop This Car – 3:58
11. Unexpected – 3:37
12. Thank U – 3:45
13. Too Young for Love – 3:56